# Mewo’ot Jam
Mewo’ot Jam (hebr.: מבואות ים; pol. Brama Morza) – wieś młodzieżowa położona w samorządzie regionu Emek Chefer, w Dystrykcie Centralnym, w Izraelu.
Leży na równinie Szaron na wybrzeżu Morza Śródziemnego przy rzece Aleksander, na południe od miasta Hadera, w otoczeniu moszawu Michmoret.

## Historia
Wioska została założona w 1951 jako zespół akademików należących do szkoły Mewo’ot Jam Nautical School.

## Edukacja
Szkole Mewo’ot Jam Nautical School należy do izraelskiej marynarki wojennej. Młodzież kształci się w kierunkach nauk morskich: żeglarstwo, biologia i rolnictwo morskie, prace podwodne, mechanika, elektronika i elektryka okrętowa. W 2006 kształciło się tutaj 634 studentów. Studenci podczas nauki noszą mundury wojskowe i uczestniczą w oficjalnych wojskowych defiladch. Wielu z absolwentów szkoły służy później w marynarce wojennej.
Uczelnia jest siedzibą organizacji IMMRAC (ang. Israel Marine Mammal Research & Assistance Center), która prowadzi badania nad zachowaniem populacji waleni zamieszkujących wschodni rejon Morza Śródziemnego.

## Ciekawostki
Przy budynku szkoły Mewo’ot Jam Nautical School znajduje się latarnia morska Michmoret.

## Komunikacja
Z wioski wychodzi lokalna droga prowadząca do moszawu Michmoret, a następnie na południe dojeżdża się nią do moszawu Bet Jannaj i położonego przy nim węzła drogowego z autostradą nr 2  (Tel Awiw-Hajfa) i drogą nr 5720 , którą jadąc w kierunku wschodnim dojeżdża się do wioski Chofit i moszawu Kefar Witkin.